# 레벨 3 커뮤니케이션스
레벨 3 커뮤니케이션스(Level 3 Communications)는 콜로라도주 브룸필드에 본사를 둔 미국의 다국적 통신 및 인터넷 서비스 제공업체였다. 궁극적으로 센추리링크(CenturyLink, 현재의 루멘 테크놀로지스)의 일부가 되었으며, 레벨 3의 사장 겸 CEO인 제프 스토리(Jeff Storey)가 최고 운영 책임자로 임명되었으며, 1년 후 미리 준비된 승계 계획에 따라 센추리링크의 CEO가 되었다.
레벨 3는 티어 1 네트워크를 운영했다. 이 회사는 북미, 라틴 아메리카, 유럽 및 아시아 일부 도시의 중대형 인터넷 통신업체에 핵심 전송, IP, 음성, 비디오 및 콘텐츠 전달을 제공했다. 레벨 3는 또한 미국 최대 규모의 경쟁력 있는 현지 교환 통신사(CLEC)이자 3번째로 큰 광섬유 인터넷 액세스 제공업체(커버리지 기준)였다.
2016년 10월 31일 센추리링크는 현금 및 주식 거래를 통해 레벨 3 커뮤니케이션스를 인수하기로 합의했다고 발표했다. 레벨 3은 2017년 11월 1일에 센추리링크의 일부가 되었다.